# Paxton Lynch
Paxton James Lynch (nacido el 12 de febrero de 1994) es un jugador profesional de fútbol americano estadounidense que juega en la posición de quarterback y actualmente milita en los Pittsburgh Steelers de la National Football League (NFL).

## Biografía
Lynch asistió a Trinity Christian Academy en Deltona, Florida. Durante su carrera allí, consiguió 2,099 yardas. Lynch fue calificado por Rivals.com como un recluta de tres estrellas. Finalmente, Lynch se comprometió con la Universidad de Memphis para continuar su carrera.

## Carrera

### Denver Broncos
Lynch fue seleccionado por los Denver Broncos en la primera ronda (puesto 26) del draft de 2016, el 28 de abril de 2016.
El 2 de octubre de 2016, Lynch entró en sustitución del lesionado Trevor Siemian siendo este su debut, en el que consiguió su primer pase de touchdown en la victoria por 27-7 frente a los Tampa Bay Buccaneers.
El 2 de septiembre de 2018, después de muchas dudas sobre su desempeño, fue cortado del roster final.

### Seattle Seahawks
El 17 de enero de 2019, Lynch firmó por los Seattle Seahawks. El 30 de agosto de 2019, Lynch es cortado por los Seahawks.

### Pittsburgh Steelers
El 17 de septiembre de 2019, Lynch firmó por los Pittsburgh Steelers.